# Dendronephthya fragilis
Dendronephthya fragilis is een zachte koraalsoort uit de familie Nephtheidae. De koraalsoort komt uit het geslacht Dendronephthya. Dendronephthya fragilis werd in 1960 voor het eerst wetenschappelijk beschreven door Tixier-Durivault & Prevor. 